# Максентия из Бовэ

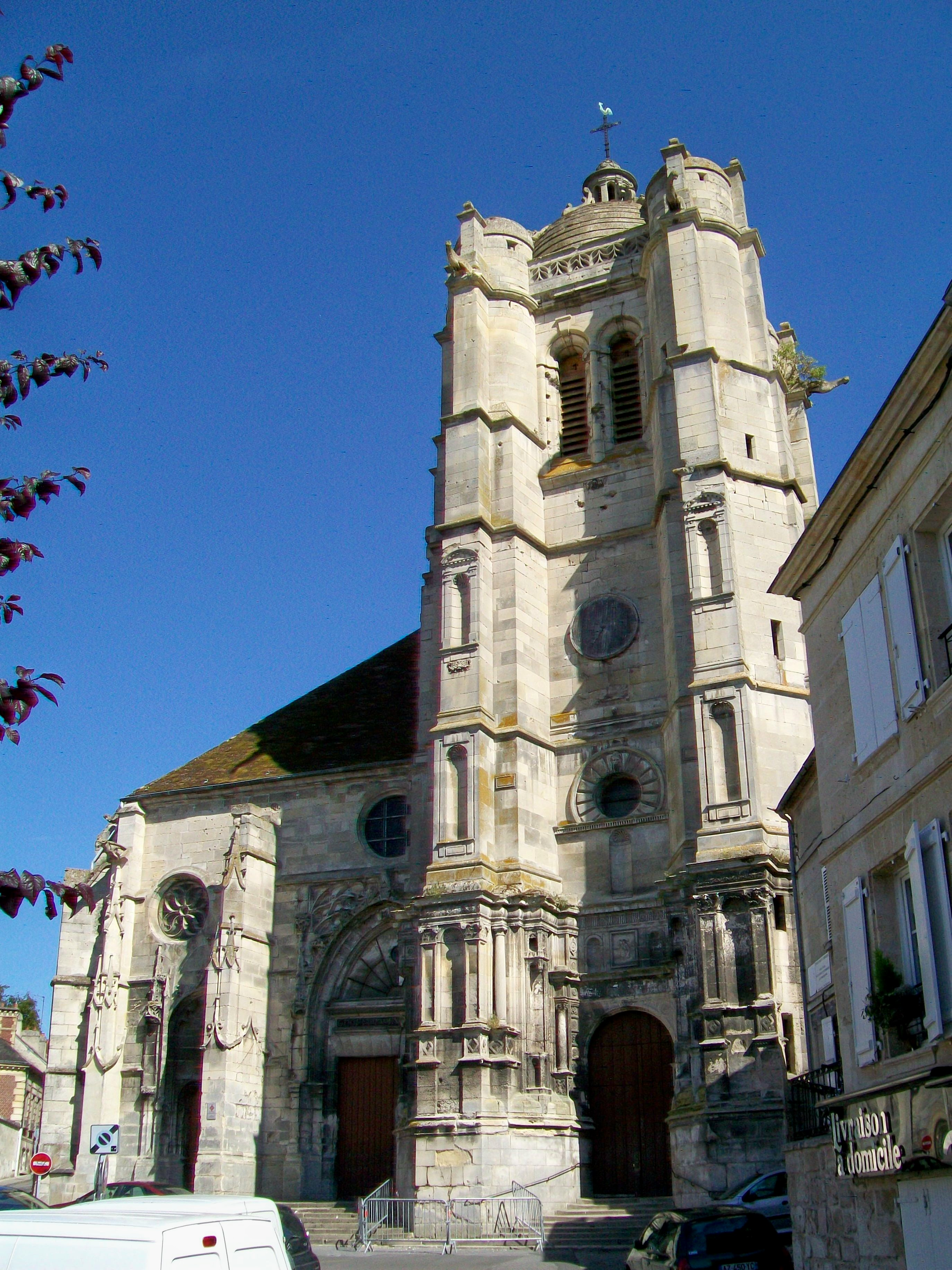
Храм святой Максентии, Пон-Сент-Максанс

Максентия (фр. Maxence; умучена в конце V века) — мученица из Бовэ. День памяти — 20 ноября.
Максентия, дочь короля скоттов Малькона (Malconus), была обращена в христианство святым Патриком, апостолом Ирландии. Она была обещана в жёны вождю местного племени, язычнику Авицину (Avicin), но бежала от замужества в Галлию со своими слугами Барбентием (Barbentius) и Розелией (Rosélie). Прибыв туда на корабле, она стала жить отшельницей в Бовэ, на берегу реки Уаза неподалёку от Санлиса. По преданию, ей было отказано в проходе по мосту на другой берег, после чего она бросила в воду три больших камня, на которых они переправились на другой берег. Впоследствии никому не удалось убрать эти камни во время многочисленных попыток расчистки русла.
Вскоре Авицин разыскал Максентию на берегах Уазы и стал умолять её и соблазнять слуг деньгами. После неудачных попыток он разгневался, схватил принцессу за волосы и отсёк ей голову своим мечом, после чего убил Барбентия и Розелию. По преданию, святая Максентия взяла свою голову в руки и отправилась от места мученичества к месту своего будущего погребения неподалёку от современного городка Пон-Сент-Максанс, где впоследствии был воздвигнут храм. Этот храм впоследствии посетил Карл Великий, принесший туда многие дары.